# Charles Dissels
Charles Leonard Edwino Dissels (Amsterdam, 12 december 1984) is een Nederlands betaald voetballer die bij voorkeur als aanvaller speelt. 

## Carrière
Dissels doorliep de jeugdopleiding van FC Volendam, waarvoor hij in 2003 zijn debuut maakte in de hoofdmacht. Op 6 december viel hij na 74 minuten in voor Maurice Buys tijdens de met 7-0 verloren uitwedstrijd tegen PSV. De aanvaller groeide uit tot een vaste waarde en werd in het seizoen 2006-2007 clubtopscorer met twaalf doelpunten. Zijn contract bij de Volendammers liep na dat seizoen af en de op dat moment eredivisionist Sparta Rotterdam maakte daar gebruik van door hem voor drie jaar vast te leggen. In het derde jaar degradeerde Dissels met Sparta naar de Eerste divisie. Daarop keerde hij transfervrij terug naar FC Volendam. Op 13 juli 2011 werd bekend dat Dissels voor 1 jaar werd gecontracteerd door SC Cambuur. Op 1 juli 2012 moest hij daar weer vertrekken. Vervolgens speelde hij drie seizoenen voor Almere City FC en in het seizoen 2015/16 in de Topklasse Zondag voor Magreb '90.
Dissels is de zoon van een Surinaamse vader en Molukse moeder. Hij maakte meermaals deel uit van de Suriprofs.

## Clubstatistieken
| Seizoen | Club             | Duels | Goals | Competitie       |
| ------- | ---------------- | ----- | ----- | ---------------- |
| 2003/04 | FC Volendam      | 1     | 0     | Eredivisie       |
| 2004/05 | FC Volendam      | 16    | 1     | Eerste divisie   |
| 2005/06 | FC Volendam      | 23    | 4     | Eerste divisie   |
| 2006/07 | FC Volendam      | 37    | 12    | Eerste divisie   |
| 2007/08 | Sparta Rotterdam | 31    | 8     | Eredivisie       |
| 2008/09 | Sparta Rotterdam | 15    | 4     | Eredivisie       |
| 2009/10 | Sparta Rotterdam | 16    | 0     | Eredivisie       |
| 2010/11 | FC Volendam      | 30    | 2     | Eerste divisie   |
| 2011/12 | SC Cambuur       | 31    | 6     | Eerste divisie   |
| 2012/13 | Almere City FC   | 25    | 8     | Eerste divisie   |
| 2013/14 | Almere City FC   | 31    | 11    | Eerste divisie   |
| 2014/15 | Almere City FC   | 17    | 1     | Eerste divisie   |
| 2015/16 | Magreb '90       | 20    | 5     | Topklasse Zondag |
| Totaal  | Totaal           | 293   | 62    |                  |